# Station Powodowo
Station Powodowo is een spoorwegstation in de Poolse plaats Powodowo.